# Prieuré d'Abbetesrode
Le prieuré d'Abbetesrode est un prieuré bénédictin fondé en 1077 en tant qu'abbaye-fille de l'abbaye de Fulda dans le village d'Abterode, aujourd'hui dans la municipalité de Meißner. L'histoire du couvent, et en particulier la durée de son existence, est en grande partie floue sur la base des sources connues à ce jour.

## Histoire
L'abbé Ruthard de Fulda fonde le petit prieuré bénédictin d'Abbetesrode, consacré à Vincent de Saragosse, vers 1077 dans les contreforts orientaux du Hoher Meißner, autour duquel une petite colonie s'est alors formée. Le prieuré a une propriété foncière considérable par rapport à la propriété de Fulda dans la zone plus large du village, mais ne connaît sans doute pas une longue apogée. Les comtes de Bilstein, nommés vogts par les abbés de Fulda, pressent le monastère plus que le protéger, surtout lors de la fondation de l'abbaye de Germerode, monastère double prémontré, à seulement 4 km, par le comte Rugger II. Le couvent d'Abettesrode perd de son importance, il est finalement dissous. La date n'est pas connue, l'église donne lieu à la paroisse d'Abterode en 1544. Le prieuré garde des donateurs qui occupent souvent d'autres fonctions et avantages religieux.
On ne sait pas si le couvent en tant que tel existait encore en 1421 ; cette année, le prieur, un seigneur de Bischofferode et son frère Johannes, castellan au château de Spangenberg, font don d'un vicariat à l'autel de Jean-Baptiste, mais se réservent le droit de présentation.
Avec l'introduction de la Réforme protestante dans le landgraviat de Hesse, le village d'Abterode devient protestant en 1527. Cependant, le prieuré n'est plus un lieu catholique qu'en 1544, lorsque le prince-abbé de Fulda, Philipp Schenk zu Schweinsberg, son cousin Rudolf Schenk zu Schweinsberg, le conseiller du landgrave et vogt de Werra, avec le consentement de l'abbé et du landgrave de Hesse Philippe, convertissent en paroisse et école et unissent prieuré avec la paroisse locale. Jusque-là, la paroisse n'est qu'une vicariat du propriétaire qui avait reçu les revenus de l'ancien prieuré de l'abbaye de Fulda. Rudolf Schenk zu Schweinsberg décrète que le prieuré et le pasteur devront tirer l'intégralité des revenus du prieuré, mais que 20 viertels de seigle devront être livrés chaque année au stift Saint-Cyriaque d'Eschwege.
Le premier pasteur protestant est Burkard Waldis (1490-1556), qui en 1544 se décrit comme administrateur du prieuré et de la paroisse et en 1545 comme prieur et pasteur d'Abérode ; il est aussi poète. Les pasteurs qui le succèdent jusqu'à la guerre de Sept Ans se font appeler aussi prieurs.
L'église du couvent est une basilique à trois nefs à piliers avec six arcades avec un clocher rectangulaire et un toit en croupe. Elle est dédiée à Boniface de Mayence et sert d'église paroissiale du village après la fin du couvent jusqu'à la seconde moitié du XIXe siècle. Elle est la plus ancienne église romane des contreforts de Meißner, mais le consistoire de Cassel la démolit et reconstruit en raison de dommages irréparables. Elle est démolie en 1867 et remplacée de 1867 à 1868 par l'église actuelle. Une maquette de l'ancienne église du monastère se trouve dans l'allée latérale de l'église actuelle.
Les autres bâtiments de l'ancien prieuré se trouvaient à l'est du village dans la zone encore appelée "Alter Hof", où se trouve le cimetière du village. Pendant la sécularisation, cette zone est louée aux mineurs de la mine de cuivre et est depuis appelée Bergfreiheit.
Le village a une deuxième église du XIVe siècle, non loin à l'est du village sur une colline au nord du Bärenstein, qui est la véritable église paroissiale du village. Après la dissolution du couvent, lorsque son église devient la nouvelle église paroissiale, ce bâtiment à une seule allée sert encore pour veiller les morts, d'où son église des morts et en été, également pour les services religieux ordinaires. Son intérieur est dévasté et pillé par des voleurs en 1809, et l'église est ensuite négligée et laissée à l'abandon. La ruine classée de cette ancienne église est toujours debout aujourd'hui.